# SonicWall
SonicWall, originalmente uma empresa privada sediada em San Jose, Califórnia, tinha sido adquirida pela Dell e foi recentemente vendida para Francisco Partners por 2 Bilhões de Dólares.
É uma empresa fabricante de soluções de segurança abrangente que inclui Segurança de rede, Segurança móvel, VPN segura, Segurança de e-mail, Conformidade com PCI-DSS, Voz sobre IP (VoIP) e Segurança virtual.
Incluem dispositivos que prestam serviços para firewalls de rede, UTM (Unified Threat Management), VPNs (Virtual Private Network), backup e recuperação, e anti-spam para e-mail. A empresa também comercializa serviços de subscrição de informação relacionados com os seus produtos.